# 艾德里安·贝尔垂
艾德里安·貝爾垂·培瑞茲（西班牙語：Adrián Beltré Pérez，1979年4月7日—）出生於多明尼加聖多明各，美國職棒大聯盟球員，主要守位為三壘，曾效力於洛杉磯道奇、西雅圖水手、波士頓紅襪和德州遊騎兵等隊。

## 早年
貝爾垂曾就讀於里西奧馬克西莫戈麥斯高中，在那裡他成長為學校最頂尖的棒球選手之一。1994年年僅15歲的貝爾垂被洛杉磯道奇的球探拉爾夫·阿維拉和巴勃羅·佩格羅看重，盡管當時他體重只有130磅，但他揮棒速度極快，臂力強。在兩位球探的堅持下，道奇隊在當年7月簽下貝爾垂，簽約金為23,000美元。但道奇隊違反了大聯盟球員簽約年齡的規定，球團也因此被禁止在多明尼加開展球探工作一年。

## 職業生涯

### 洛杉磯道奇
1998年年僅19歲的貝爾垂首次登上大聯盟，是當時國家聯盟最年輕的球員。6月21日他在對安那罕天使的比賽中登場亮相，首打席就從對方先發投手查克·芬利（Chuck Finley））手中擊出一支二壘安打，把保羅·柯諾可送回本壘得分。6天之後他從德州游騎兵投手里克·赫爾林手中擊出大聯盟生涯首支全壘打。新人賽季他一共出現13次守備失誤，打擊率2成15，並有7支全壘打。
在道奇隊期間貝爾垂成長為一名發揮穩定的年輕球星，平均一年有18支全壘打和打擊率2成65的表現。從1999年至2003年他在一共810場比賽中出場710次，守備率為9成48。
2004年是貝爾垂生涯迄今為止打得最好的一個賽季。他一共擊出48支全壘打，成為國聯的全壘打王。另外打擊率（3成340）、打點（121分）、得分（104分）、安打數（200安）、上壘率（3成88）、長打率（6成29）和壘打數（376）均創下生涯新高。他獲得了當年的國聯三壘手銀棒獎，並在MVP的評選中名列國聯第二，僅次於貝瑞·邦茲。

### 西雅圖水手

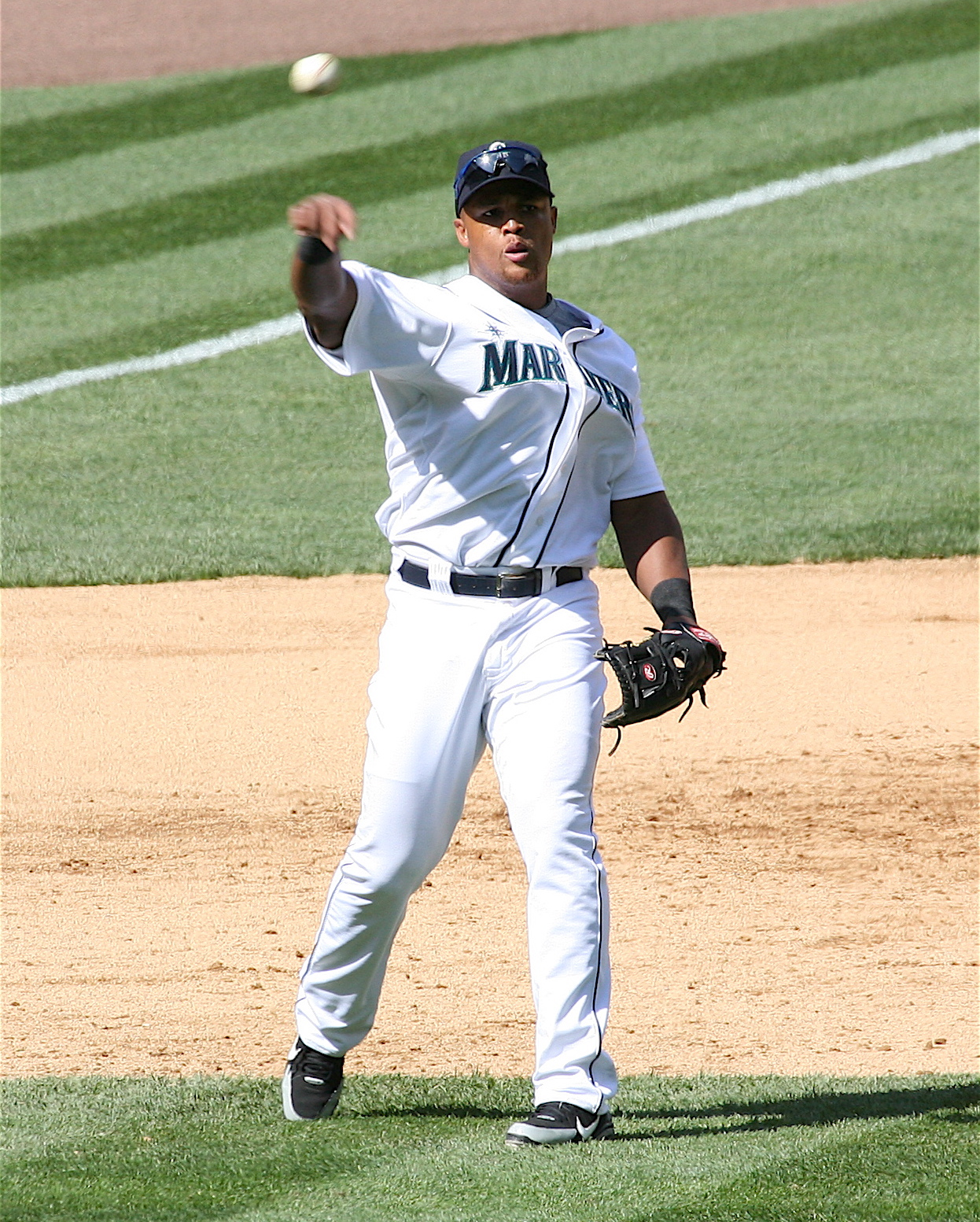
貝爾垂傳球中

2005年賽季開始前貝爾垂以自由球員的身份和西雅圖水手簽訂了五年價值6,400萬美元的合約。但在水手的第一個賽季，貝爾垂又恢復到2004年之前的水準，僅擊出19支全壘打和87分打點，打擊率2成55。總教練麥克·哈格羅夫還是對貝爾垂充滿信心：“我想對於他個人來說是個失望的賽季。但這只是他在美聯的第一個賽季而已，他還要在美聯呆很久的時間，我想他會不斷進步的。”
2006年開季貝爾垂仍然表現不佳，因此有人懷疑他在2004年是否使用興奮劑，或者當年只是為了獲得一份更大的合同而增加自己的產量。但他在接受西雅圖時報採訪時否認他曾服用興奮劑。4月16日前貝爾垂的打擊率低至1成09。在這之後貝爾垂慢慢恢復手感，到6月時打擊率提升到2成3以上。下半季貝爾垂繼續保持良好的狀態，整個賽季共擊出25支全壘打和89分打點。
2007年貝爾垂共擊出26支全壘打和99分打點，均排名全隊第一，41支二壘安打也創造了個人職業生涯新高。在守備方面，盡管數據並不是很出色，一共出現18次守備失誤，和布蘭登·英吉並列排名三壘手第一，守備率9成58也是美聯所有三壘手中最低的，但他的助殺數和守備範圍因數均排名全聯盟第二，因此他也獲得了當年美聯三壘手金手套獎。
2008年9月1日，貝爾垂成為水手隊歷史上第四位完全打擊的球員。同日亞利桑那響尾蛇的史蒂芬·德魯（Stephen Drew）也擊出完全打擊，這是自1920年以來大聯盟首次同日有兩名球員擊出完全打擊。這個賽季貝爾垂再度獲得美聯三壘手金手套獎。
2009年開季發揮不理想，整個4月未能擊出全壘打，打擊率僅為2成07。他在五六月逐漸進入狀態，恢復到往常的水準。但6月底由於傷痛難忍，決定接受手術，因此休息了一個月的時間。8月重回球場後，又不幸被芝加哥白襪阿列克謝·拉米瑞茲的強襲球打中右睾丸導致出血，所幸並不需要進行手術。賽季結束後貝爾垂成為自由球員。

### 波士頓紅襪
2010年1月7日，貝爾垂和波士頓紅襪簽下一年900萬美元的合同，球員擁有第二年的選擇權。

### 德州遊騎兵
2011年1月5日，貝爾垂和德州遊騎兵簽下6年9,600萬美元的合約。
2017年7月30日，成為MLB史上第31位擊出3,000安打球員。
2018年11月20日，宣佈退休。

## 獲獎與榮譽
- 2023年1月24日，入選名人堂[9]。一同獲選的還有洛磯隊陶德·希爾頓、雙城隊喬·毛厄等名宿，以及前總教練吉姆·利蘭（英语：Jim Leyland）。

## 外部鏈接
- 球員資訊和成績在MLB ，ESPN ，Retrosheet ，Baseball Reference ，Baseball Reference (Minors) ，Fangraphs ，The Baseball Cube （英文）

| 奖项与成就                          | 奖项与成就                                       | 奖项与成就                                 |
| ----------------------------------- | ------------------------------------------------ | ------------------------------------------ |
| 前任： 安德魯·瓊斯                  | 國家聯盟最年輕球員 1998年                        | 繼任： 瑞克·安基爾                         |
| 前任： 貝瑞·邦茲                    | 國家聯盟單月最佳球員 2004年9月                   | 繼任： 德瑞克·李                           |
| 前任： 吉姆·湯米                    | 國家聯盟全壘打王 2004年                          | 繼任： 安德魯·瓊斯                         |
| 前任： 艾瑞克·夏維茲                | 美國聯盟三壘手金手套獎 2007年、2008年            | 繼任： 埃文·朗歌利亞                       |
| 前任： 埃文·朗歌利亞                | 美國聯盟三壘手銀棒獎 2010年                      | 繼任： 現任                                |
| 前任： 麥克·洛威爾                  | 國家聯盟三壘手銀棒獎 2004年                      | 繼任： Morgan Ensberg                      |
| 前任： 史蒂芬·祖魯 艾倫·希爾 秋信守 | 完全打擊 2008年9月1日 2012年8月24日 2015年8月3日 | 繼任： 奧蘭多·哈德森 麥可·楚奧特 麥特·坎普 |